# Vinícius Camarinha
Vinícius Almeida Camarinha (Marília, 6 de novembro de 1979), é um advogado e político brasileiro, filiado ao Partido da Social Democracia Brasileira. É o atual prefeito de Marília, exercendo o cargo pela segunda vez em sua carreira. Anteriormente, foi deputado estadual pelo estado de São Paulo.

## Trajetória
Formando em direito e pós graduado em direito administrativo, pela PUC-SP, iniciou na politica, através de seu pai, o então prefeito Abelardo Camarinha, se lançando candidato, nas eleições de 2002 a uma vaga na Assembleia Legislativa de São Paulo, representado a cidade Marília, e é eleito com 58.409 votos, assumindo em 2003, seu primeiro mandato como parlamentar e se tornando na época o deputado estadual mais novo a ocupar uma cadeira na Assembleia Legislativa. Nas eleições de 2006, é reeleito deputado estadual, desta vez com 94.551 votos.
Em 2008, resolve tenta chegar pela primeira vez, a um cargo no poder executivo, se lançando candidato a prefeitura de Marília. Candidato pela coligação Um Novo Tempo formada pelo partidos (PSB, PSC, PRB, PMDB, PTN, PR, PPS, PHS, PMN e PTC), obtêm apenas a segunda colocação, com 35,84% dos votos válidos, sendo derrotado por Mário Bulgareli do PDT que recebeu 48,90% dos votos válidos.
Nas eleições de 2010, é reeleito deputado estadual, recebendo 97.028 votos, assumindo em 15 de março de 2011 seu terceiro mandato consecutivo, como deputado estadual.
Visando a sucessão do prefeito Ticiano Toffoli, do PT (que assumiu a prefeitura após a renúncia do titular, Mário Bulgareli), seis candidatos se lançaram para a disputa, das eleições municipais em 2012, sendo disputa politizada pelos dois principais candidatos, Vinicius Camarinha da coligação A Mudança Que a Gente Quer, formada por: PSB, PSC, PR, PPS, PMN, PRB, PTC, PTN, PDT, PSL e PRTB; e Ticiano Toffoli, da coligação Marília Mais Humana e Democrática composta por: PT, PRP, DEM, PSDC, PPL, PSD, PCdoB, PTdoB, PHS e PP. No pleito realizado em 07 de outubro, Vinícius Camarinha, é eleito prefeito de Marília, recebendo 61.767 votos correspondendo a 51,78% dos votos válidos.
Nas eleições de 2016, Camarinha disputou a reeleição, porém acabou sendo derrotado pelo então candidato Daniel Alonso, do PSDB, recebendo 48.218 votos (43,54%), enquanto o vencedor ficou com 50.113 votos (45,25% dos votos válidos), tendo uma diferença de 2 000 votos para ambos.
Em 2018, é eleito deputado estadual, recebendo 65.441 votos, assumindo em 15 de março de 2019 seu quarto mandato não seguido.
Nas eleições de 2024, Vinícius Camarinha candidatou-se a prefeito de Marília pelo PSDB, sob a coligação Marília Que Cuida (Fed. PSDB Cidadania, PP, MDB, PODE, PSD, Avante e Solidariedade), sendo eleito com 62.050 votos (54,73% dos votos válidos).